# Hertha BSC
O Hertha-Berliner Sport-Club von 1892 e. V., comumente conhecido como Hertha BSC, e algumas vezes referido como Hertha Berlim ou simplesmente Hertha, é um clube de futebol profissional alemão sediado no distrito de Charlottenburg-Wilmersdorf, em Berlim, fundado em 25 de julho de 1892. O Hertha BSC joga como mandante no Olympiastadion, com capacidade para cerca de 75.000 espectadores e atualmente disputa a 2. Bundesliga, a segunda divisão do sistema de ligas do futebol alemão. Tem dois títulos do Campeonato Alemão e duas conquistas da Copa da Liga Alemã como as suas principais conquistas, sendo vice-campeão alemão em cinco ocasiões, nos anos de 1926, 1927, 1928, 1929 e 1975.

## História

### Estreia

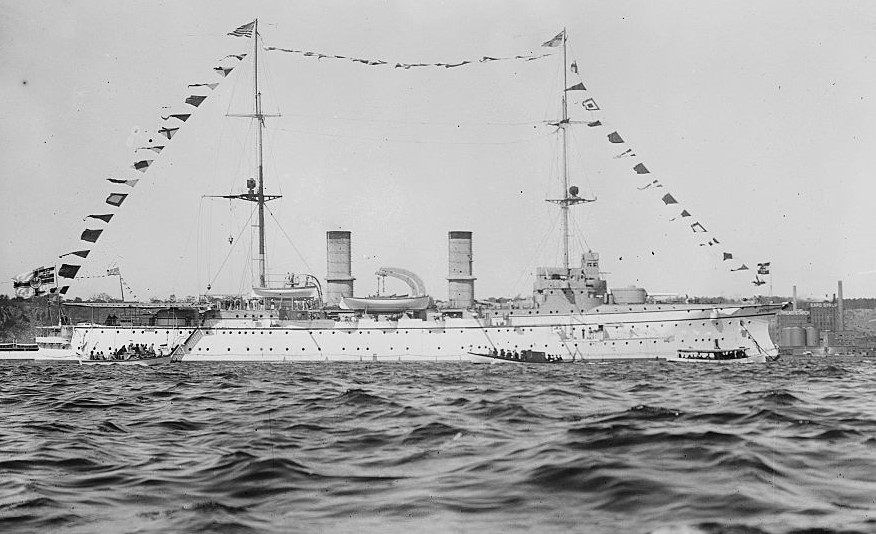
O navio Hertha

O clube foi criado como BFC Hertha 92 por Fritz e Max Linder e Otto e Willi Lorenz no bairro popular Gesundbrunnen. Adotou o nome de um navio a vapor sob o qual havia viajado Fritz Linder durante uma excursão com seu pai e adotou logo as cores branca e azul. O Hertha iniciou sua trajetória com ótimos resultados, vencendo em 1905 a final do Campeonato de Berlin. Em 1920, se unificou com o BSC Berlin para formar o 'Hertha Berliner Sport Club. O clube continuou com bons resultados chegando a seis finais consecutivas do Campeonato Alemão, de 1926 a 1931, mas obteve o título somente em 1930 e 1931. Nesses anos nasceu a rivalidade com o Tennis Borussia Berlin, o clube preferido da boemia berlinense.

### Sob o Terceiro Reich
O Campeonato Alemão foi reorganizado sob o regime do Terceiro Reich, em 1933, tendo o Hertha se inscrito na Gauliga Berlin-Brandenburg. O clube continuou a obter êxito participando do grupo final do campeonato como Berliner Meister, em 1935, em 1937 e 1944.

### Depois da guerra
Após a Segunda Guerra Mundial a ocupação dos aliados eliminou de Berlin o futebol. O Hertha foi reconstituído, em 1945, como SG Gesundbrunnen e voltou a jogar na Oberliga Berlin, Grupo "C". Muitos clubes, porém, foram excluídos do campeonato, entre os quais, o Hertha que voltou a atuar na Amateurliga Berlin. Ao fim de 1949, voltou a se chamar Hertha BSC Berlin e voltou às categorias importantes. As tensões entre os aliados ocidentais e os russos logo tornaram impossível a vida na capital e ao Hertha foi negada a possibilidade de jogar com os times da Alemanha Oriental. Em 1950, a equipe participou da Oberliga de Berlin-Ovest, quando continuou a importante rivalidade com o Tennis Borussia Berlin.

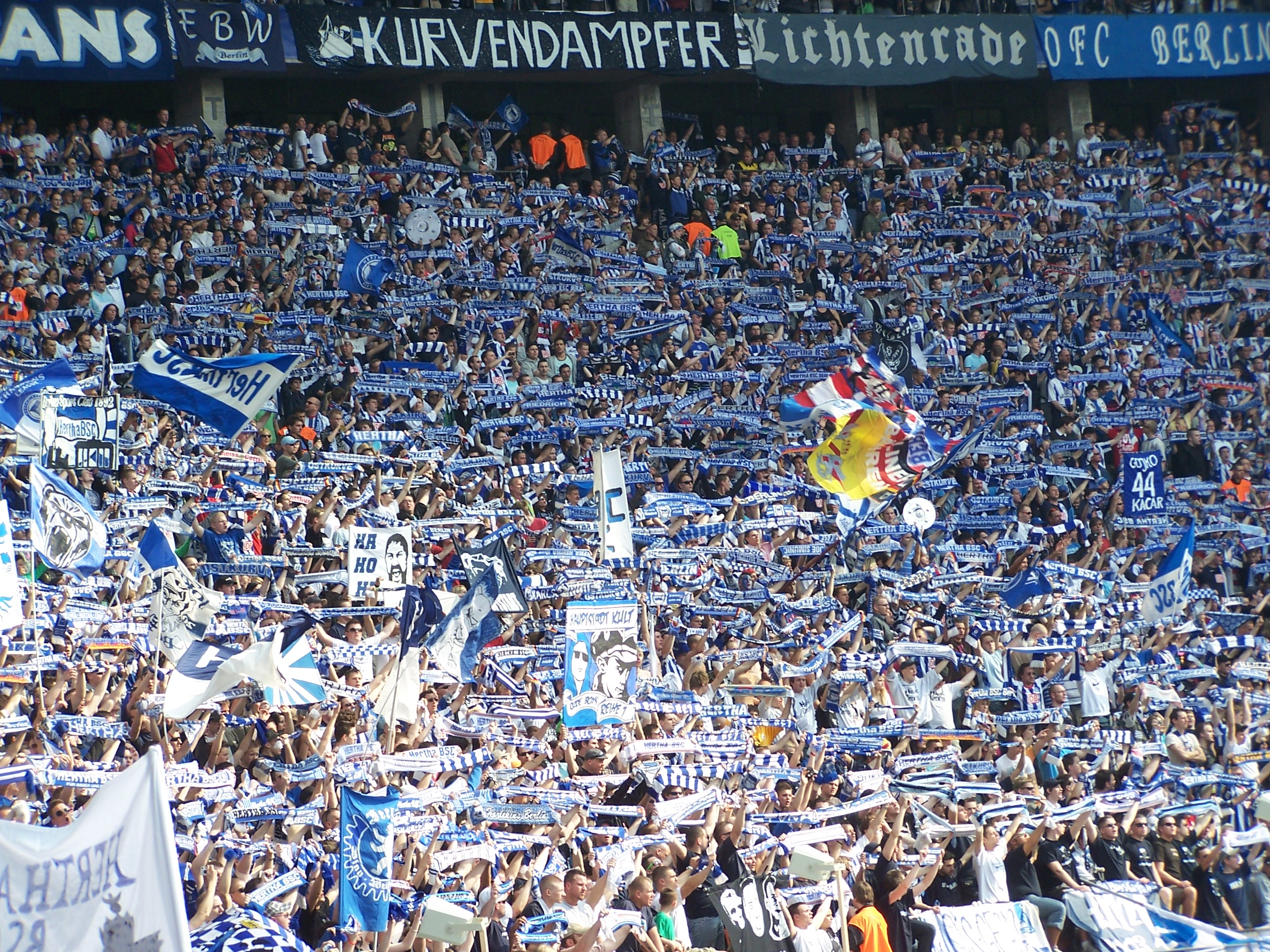
A Ostkurve no Estádio Olímpico.

### Bundesliga
A Bundesliga nasceu em 1963, quando o Hertha era o então campeão de Berlin. Assim o clube entrou direto na nova categoria. A construção do Muro de Berlin criou muitos problemas para a equipe que permaneceu excluída do campeonato na temporada 1968-1969. O Hertha acabou envolvido em um escândalo, em 1971 por conta de pesados débitos. Após grandes esforços, os dirigentes resolveram a situação, e na temporada 1974-1975 terminou o campeonato no segundo lugar e ainda chegou à semifinal da Taça UEFA, em 1979. Perdeu em 1977, e em 1979, a final da Copa da Alemanha. Em 1980, o time, porém, foi rebaixado à segunda divisão. Voltaria ainda por duas temporadas à Amateur Oberliga Berlin, em 1986-1987 e 1987-1988. Em 1994, estava com 10 milhões em débitos. Resolvida a questão financeira, em 1997, o Hertha voltou à Bundesliga.

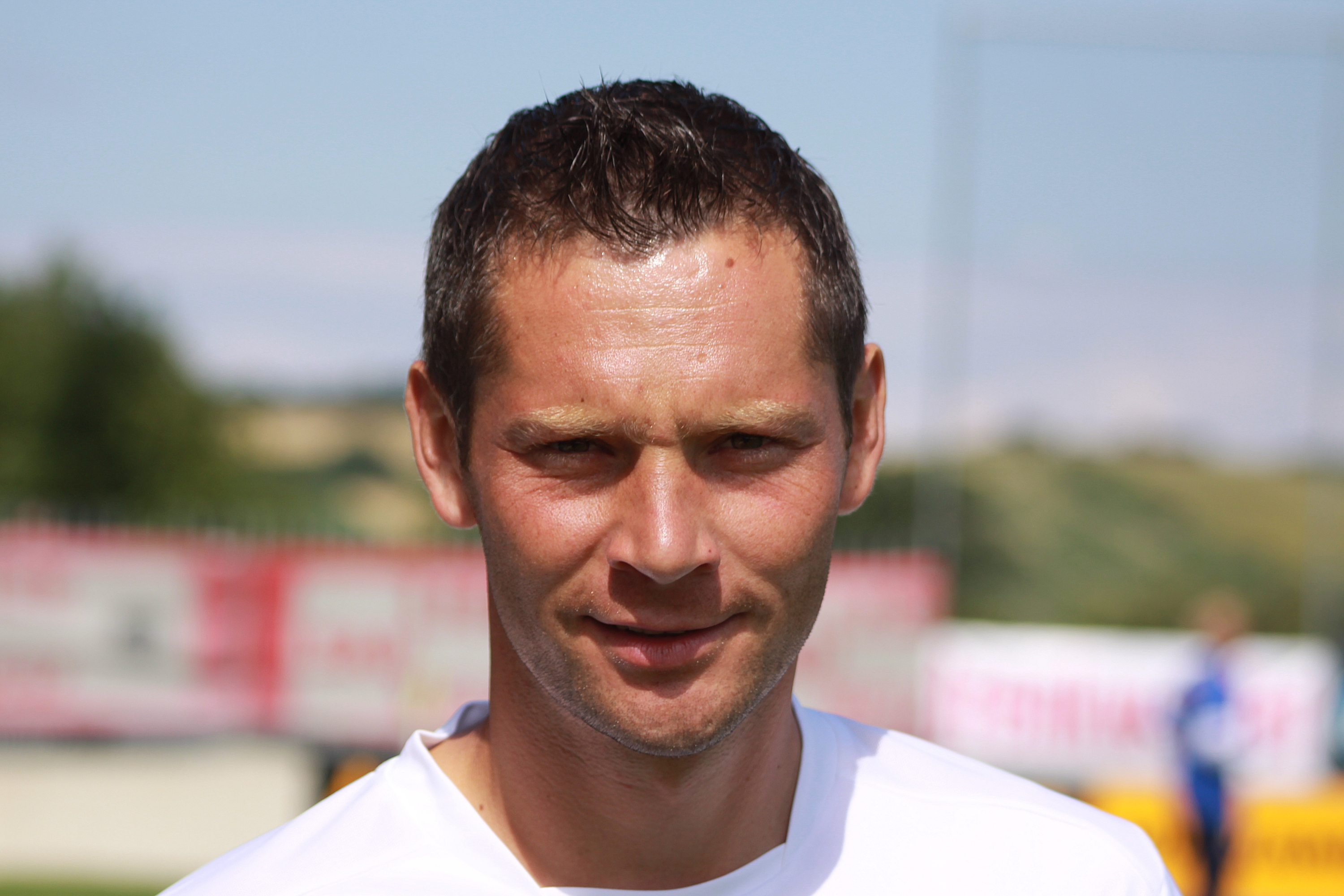
Pál Dárdai

A partir de 1999 a agremiação disputou temporadas positivas, conseguindo se qualificar para a Taça UEFA e, em algumas ocasiões, para a UEFA Champions League, graças a uma política societária que desfrutou plenamente das categorias de base e lançou talentos como Sebastian Deisler e Marcelinho Paraíba, nomeado jogador do ano, na Alemanha, em 2005.
Na temporada 2003-2004, em virtude de uma grande reformulação, saiu da zona de rebaixamento e concluiu o torneio no quarto lugar, faltando a qualificação para a Champions League por causa de um empate na última rodada contra o Hannover 96. Na temporada 2005-2006, o clube ficou em sexto e se qualificou para a Taça UEFA, vencendo ainda a Copa Intertoto, batendo na decisão o FC Moscou. Na temporada seguinte ficou em décimo, mesma colocação em 2007-2008 sob o comando técnico de Lucien Favre. Apesar da apresentação, o clube se classificou para a Copa Intertoto graças à vitória na graduatória Uefa do fair-play. Em 2008-2009 a equipe se apresentou muito bem. O time esteve na corrida pelo título até a penúltima rodada e terminou o torneio em quarto lugar. Na temporada seguinte, contudo, fez uma campanha decepcionante e acabou rebaixado para a 2. Bundesliga, após treze anos. Na temporada 2010-2011, o time retornou à Bundesliga ao vencer a segunda divisão.
Na temporada 2011-2012, após ficar em 17° lugar na Bundesliga, disputou uma repescagem contra o 3° colocado da 2. Bundesliga, o Fortuna Düsseldorf, perdendo a primeira partida em casa por 2 a 1 e empatando a segunda fora por 2 a 2, voltando à segunda divisão, ganhando-a novamente na Temporada 2012-2013, qualificando-se para a elite do futebol alemão.
Na temporada 2022–2023 o Hertha faz uma má campanha e acabou sendo rebaixado após 11 anos na elite alemã.

## Elenco atual
Última atualização: 2 de abril de 2025.

## Dados históricos
- O clube foi um dos fundadores da Federação de Futebol da Alemanha (Deutscher FußballBund), em Leipzig, em 1900.
- Em 1993, a equipe diletantística, o Hertha Berlin II chegou inesperadamente à final da Copa da Alemanha na qual foi derrotada somente por 1 a 0 pelo Bayer Leverkusen.
- Hertha é a variação de Nerthus, nome de uma deusa germânica da fertilidade.

## Cronologia recente
| Ano     | Campeonato     | Classificação |
| 1997-98 | Bundesliga     | 11°           |
| 1998-99 | Bundesliga     | 3°            |
| 1999-00 | Bundesliga (I) | 6°            |
| 2000-01 | Bundesliga     | 5°            |
| 2001-02 | Bundesliga     | 4°            |
| 2002-03 | Bundesliga     | 5°            |
| 2003-04 | Bundesliga     | 12°           |
| 2004-05 | Bundesliga     | 4°            |
| 2005-06 | Bundesliga     | 6°            |
| 2006–07 | Bundesliga     | 10°           |
| 2007–08 | Bundesliga     | 10°           |
| 2008–09 | Bundesliga     | 4°            |
| 2009–10 | Bundesliga     | 18° ↓         |
| 2010–11 | 2. Bundesliga  | 1° ↑          |
| 2011–12 | 1. Bundesliga  | 17° ↓         |
| 2012–13 | 2. Bundesliga  | 1° ↑          |
| 2013-14 | Bundesliga     | 11°           |
| 2014-15 | Bundesliga     | 15°           |
| 2015-16 | Bundesliga     | 7º            |
| 2016-17 | Bundesliga     | 6º            |
| 2017-18 | Bundesliga     | 10º           |
| 2018-19 | Bundesliga     | 11°           |
| 2019-20 | Bundesliga     | 10º           |
| 2020-21 | Bundesliga     | 14º           |
| 2021-22 | Bundesliga     | 16º           |
| 2022-23 | Bundesliga     | 18° ↓         |
| 2023-24 | 2. Bundesliga  | 9º            |

## Estádio
O Hertha BSC atua no Estádio Olímpico de Berlim (Olympiastadion). É o segundo estádio maior da Alemanha, o qual possui capacidade para 76.243 lugares. A arena hospeda a final anual da Copa da Alemanha e já abrigou a final da Copa do Mundo, em 2006. Até a temporada de 1962-1963, o clube jogava no seu campo histórico Plumpe, que foi demolido nos anos 1970. O estádio foi reformado em 2004 por conta do evento mundial futebolístico ocorrido dois anos depois na Alemanha. O custo ficou em torno de 242 milhões de euros.

## Títulos
| NACIONAIS | NACIONAIS          | NACIONAIS | NACIONAIS                  |
|           | Competição         | Títulos   | Temporadas                 |
| --------- | ------------------ | --------- | -------------------------- |
|           | Campeonato Alemão  | 2         | 1930 e 1931                |
|           | Copa da Liga Alemã | 2         | 2001 e 2002                |
|           | 2. Bundesliga      | 3         | 1988-89, 2009-10 e 2011-12 |

### Campanhas de destaque
- Vice campeonato alemão: 1926, 1927, 1928, 1929, 1975.
- Vice campeão da Copa da Alemanha: 1977, 1979, 1993.
- Vice campeão da Copa da Liga: 2000.
- Vice campeão da 2.Bundesliga: 1982.

### Categorias de base
- Campeonato Alemão Sub-17:

2000, 2003, 2005
- Campeonato Alemão Sub-19 Nord/Nordest:

2005, 2006
- Campeonato Alemão Sub-17 Nord/Nordest:

2008